# Josefus (slak)
Josefus is een geslacht van weekdieren uit de klasse van de Gastropoda (slakken).

## Soort
- Josefus aitanicus Arconada & Ramos, 2006